# Timothy Drury
Timothy Drury (Los Angeles, 5 luglio 1961) è un tastierista, chitarrista, cantante e fotografo statunitense.
Eclettico artista, scrive musica Rock.
Oltre ad aver inciso alcuni album solisti, è noto specialmente per aver suonato con Eagles, Don Henley, Melissa Etheridge,  Michael Sembello, Whitesnake e Sheryl Crow.
Tra i suoi lavori fotografici migliori annovera quelli per la campagna pubblicitaria della Pepsi.
Suona e compone anche per jingles di pubblicità televisive e radiofoniche; inoltre annovera una sua partecipazione nella band che suonò per la campagna presidenziale di Bill Clinton.

## Discografia parziale
- King Of Balance - "A rockwalk through toto years" - 2008
- Whitesnake - Live... In the Shadow of the Blues - 2006
- Whitesnake - Good to Be Bad - 2008
- Whitesnake - Forevermore - 2008
- Soundtrack - Leaving Las Vegas- IRS, 1996
- Eagles - Hell freezes over - Geffen Records 1995
- Timothy Drury - Debut solo cd - Westcoast Records 1996
- Opening Theme - Sturgeon: ancient survivors of the deep - Earthwave Productions 1995
- Opening Theme & Underscore - A vanishing melody: the call of the piping plover - Earthwave Productions 1997
- Van McCallum - Hollywood Records 1995
- Don Henley - Mtv Unplugged - Warner Bros. 1994
- Don Henley - Kermit Unpigged - BMG 1994
- Michael Sembello - Caravan of dreams - Polygram 1987 (Co-wrote "Winter Of Our Love")
- Chris Catena - Discovery - Escape Music 2009

### Apparizioni televisive
- Whitesnake
- Don Henley
- VH1 Honors, David Letterman, MTV Unplugged, MTV Video Awards, MTV Farm Aid (Bruce Hornsby)
- 91 Grammys (con Bruce Hornsby), Saturday Night Live
- Eagles
- MTV "Hell Freezes Over" Special
- Melissa Etheridge
- Jay Leno, VH1 Duets (featuring Joan Osborne, Sophie B. Hawkins, Paula Cole and Jewel)
- Katey Segal
- Jay Leno
- ALTRE PERFORMANCE - 1996 Presidential Campaign benefit for Bill Clinton
- The Eagles
- Don Henley
- Joe Walsh and the James Gang
- Bonnie Raitt

### Jingles
- Diet Coke - Voce solista - Wojahn Bros. Music
- AM PM Mini mart - Voce solista
- Duet with Sheryl Crow - Missouri Tourism - Jay Oliver Music
- Staff writer - Warner/Chappell Music dal 1990
- Member of AF of M - Local 47

### Fotografia
- Album cover - "Onion Girl" - Laura Harding (album di debutto)
- Servizio e foto per Pepsi world
- Group Show presso la Gallery 9, Thousand Oaks, CA (USA), con inizio a gennaio '97